# نجم طلایی بلوطستانی
نجم طلایی بلوطستانی (نام علمی: Gagea villosa) نام یک گونه از سرده نجم طلایی است.